# Pulsatilla turczaninovii
Pulsatilla turczaninovii är en ranunkelväxtart som beskrevs av Porphyriy Nikitich Krylov och Serg.. Pulsatilla turczaninovii ingår i släktet pulsatillor, och familjen ranunkelväxter.

## Underarter
Arten delas in i följande underarter:
- P. t. archarensis
- P. t. fissasepalum
- P. t. hulunensis